# ضريح موسى فقيه سبزواري
ضريح موسى فقيه سبزواري (بالفارسية: آرامگاه موسی فقیه سبزواری) هو ضريح تاريخي يعود إلى القاجاريون، ويقع في سبزوار.